# Felix (корм)
Felix — британский бренд кошачьих кормов, производящихся компанией Nestlé Purina PetCare, входящей в состав швейцарской компании Nestlé. Производятся влажные и сухие корма как в пакетах, так и в жестяных банках. Талисманом бренда (с 1989 года) является чёрно-белый кот по кличке Феликс.

## История
Компания Felix Catfood Ltd начинала свою деятельность как производитель сухого кошачьего печенья, который начал свою деятельность ещё до Второй Мировой войны. У компании был единственный завод в городе Бигглсуэйд, графство Бедфордшир. Компания Quaker Oats приобрела фирму в 1970 году в рамках своей экспансии на рынок кормов для домашних животных в Великобритании. Впоследствии производство было перенесено на фабрику Quaker's в Саутхолле, на западе Лондона, и был представлен новый ассортимент продукции (включая консервированный влажный корм).
В 1980-е годы бренд Felix столкнулся с потенциальным исключением из листинга крупными розничными торговцами из-за плохих продаж и конкуренции с кормами для кошек под собственной торговой маркой. Felix занимал всего 6% рынка кормов для кошек в Великобритании, в то время как лидер бренда, Whiskas, имел более 50%. Чтобы бороться с этим, бренд был перезапущен в 1989 году с новой линейкой продуктов и культовым чёрно-белым талисманом «Феликс». После крупной газетной, а затем и телевизионной рекламной кампании бренд Felix резко увеличил свою долю рынка в Великобритании и Европе. К 1996 году Felix обогнал Whiskas в качестве лидера бренда в Великобритании, сократив долю рынка последнего до 24%, хотя впоследствии «Вискас» вернул себе прежнее название.
В 1995 году бренд Felix был продан компании Spillers (принадлежащей Dalgety plc) вместе со всем европейским подразделением по производству кормов для домашних животных, а в 1997 году бренд Felix был продан компании Nestlé.
В 2023 году Робби Уильямс стал новым голосом бренда кормов для кошек Felix со своим треком «It's Great to be a Cat» для новой рекламной кампании.

## Мировые рынки
Корма Felix продаются в Австралии, России, Великобритании, Бельгии, Словении, Украине, Ирландии, Нидерландах, Германии, Австрии, Лихтенштейне, Швейцарии и Чили. В Дании корм продаётся под названием Pussi, а в Финляндии — под названием Latz. Также выпускается молоко для кошек.
С 2018 года для британского рынка выпускаются только влажные корма Felix в пластиковых пакетиках из-за снижения спроса на жестяные банки.